# 1025 Riema
1025 Riema è un asteroide della fascia principale appartenente al gruppo di Hungaria. Scoperto nel 1923, presenta un'orbita caratterizzata da un semiasse maggiore pari a 1,9789922 UA e da un'eccentricità di 0,0394206, inclinata di 26,85869° rispetto all'eclittica.
Il suo nome è in onore dell'astronomo tedesco Johannes Karl Richard Riem.